# Луций Секстий Латеран
Лу́ций Се́кстий Латера́н (лат. Lucius Sextius Lateranus; родился, по одной из версий, около 396 года до н. э. — умер после 366 года до н. э.) — римский политический деятель из плебейского рода Секстиев, народный трибун в 376—367 годах до н. э. В 366 году до н. э. стал первым представителем плебса, удостоившимся консульства.

## Биография
Луций Секстий, избранный в народные трибуны совместно с Гаем Лицинием Кальвом Столоном (376 год до н. э.), выдвинул совместно с коллегой три законопроекта, направленные на улучшение положения плебса: об ограничении крупного землевладения, о щадящем порядке выплаты долгов и о допуске к консульству кандидатов-плебеев. Эти законопроекты были разработаны двумя трибунами при участии Марка Фабия Амбуста и встретили ожесточённое сопротивление сената, склонившего на свою сторону других народных трибунов. В связи с событиями 377 года до н. э. Тит Ливий в одном месте называет Латерана adulescens («юноша, молодой человек»), что, впрочем, является расплывчатым понятием.
Борьба вокруг инициатив Секстия и Лициния стала основным содержанием политической жизни Рима на последующие годы. Секстий и его коллега неизменно переизбирались плебсом и накладывали запрет на выборы консулярных трибунов; пять лет (375—371 до н. э.) в Риме не было высших магистратов.
В 370 году поддержка законопроектов в правящих кругах начала расти. За них были уже пять народных трибунов из десяти, а Марк Фабий Амбуст, один из военных трибунов этого года, открыто высказался за реформы и развил деятельность по привлечению в свой лагерь наиболее влиятельных сенаторов. Патриции попытались справиться с плебсом руками диктатора (368 год до н. э.), но назначенные на эту должность Марк Фурий Камилл и Публий Манлий Капитолин ничего не смогли сделать. Секстий и Лициний провели закон о том, что децемвиры по священным делам должны частично избираться из плебеев, а в 367 году до н. э. прошли первые за долгое время консульские выборы. Одним из победителей оказался Луций Секстий, ставший в итоге первым консулом-плебеем; в историографии предполагается, что к тому времени ему могло быть, по крайней мере, около 30-ти лет.
Коллегой Секстия был патриций Луций Эмилий Мамерцин. В течение всего года сенат намеренно минимизировал государственную деятельность, чтобы не дать действовать консулу-плебею: по словам Тита Ливия, «всё замалчивалось и царила праздность, словно при закрытых судах».
После консульства Луций Секстий не упоминается в сохранившихся источниках.